# Heptapterus qenqo
Heptapterus qenqo är en fiskart som beskrevs av Aguilera, Mirande och Maria De Las Mercedes Azpelicueta 2011. Heptapterus qenqo ingår i släktet Heptapterus och familjen Heptapteridae. Inga underarter finns listade i Catalogue of Life.